# Sausses
Sausses – miejscowość i gmina we Francji, w regionie Prowansja-Alpy-Lazurowe Wybrzeże, w departamencie Alpy Górnej Prowansji.

## Demografia
Według danych na rok 1990 gminę zamieszkiwało 65 osób, a gęstość zaludnienia wynosiła 4 osoby/km². W styczniu 2015 r. Sausses zamieszkiwały 122 osoby, przy gęstości zaludnienia wynoszącej 7,5 osób/km².